# Huntersville (Caroline du Nord)
Pour les articles homonymes, voir Huntersville.
Huntersville est une ville située dans le comté de Mecklenburg, en Caroline du Nord, aux États-Unis.

## Démographie
| Groupe            | Huntersville | Caroline du Nord | États-Unis |
| ----------------- | ------------ | ---------------- | ---------- |
| Blancs            | 82,8         | 68,5             | 72,4       |
| Afro-Américains   | 9,4          | 21,5             | 12,6       |
| Asiatiques        | 2,7          | 2,2              | 4,8        |
| Autres            | 2,7          | 4,4              | 6,4        |
| Métis             | 2,1          | 2,2              | 2,9        |
| Amérindiens       | 0,4          | 1,3              | 0,9        |
| Total             | 100          | 100              | 100        |
|                   |              |                  |            |
| Latino-Américains | 7,4          | 8,4              | 16,7       |

Selon l'American Community Survey, pour la période 2011-2015, 91,83 % de la population âgée de plus de 5 ans déclare parler anglais à la maison, alors que 4,68 % déclare parler l'espagnol et 3,49 % une autre langue.
| 1890 | 1900 | 1910 | 1920 | 1930 | 1940 |
| ---- | ---- | ---- | ---- | ---- | ---- |
| 431  | 533  | 591  | 833  | 800  | 763  |

| 1950 | 1960  | 1970  | 1980  | 1990  | 2000   |
| ---- | ----- | ----- | ----- | ----- | ------ |
| 916  | 1 004 | 1 538 | 1 294 | 3 014 | 24 960 |

| 2010   | - | - | - | - | - |
| ------ | - | - | - | - | - |
| 46 773 | - | - | - | - | - |